# Tennis the Menace
Tennis the Menace, llamado La amenaza del tenis en España y Juego limpio en Hispanoamérica, es un episodio perteneciente a la duodécima temporada de la serie animada Los Simpson, estrenado en Estados Unidos por la cadena FOX el 11 de febrero de 2001 y el 23 de septiembre de 2001 en Hispanoamérica. Fue escrito por Ian Maxtone-Graham y dirigido por Jen Kamerman. Las estrellas invitadas fueron Andre Agassi, Pete Sampras y Venus y Serena Williams. En el episodio, los Simpson instalan una cancha de tenis en su casa.
Este es el tercer episodio de la serie que utilizó coloración digital en lugar de la tradicional, método que no se usaba desde la séptima temporada con los episodios Radioactive Man y The Simpsons 138th Episode Spectacular y que no volvería a utilizarse hasta la decimocuarta temporada, esta vez de forma permanente.

## Sinopsis
Todo comienza con un show de talentos en el Asilo de Ancianos de Springfield, en el que el ganador, que es el Abuelo Simpson, recibe como premio una autopsia gratis cantando "Me duele el corazón". Cuando Homero, Bart y el Abuelo van al cementerio para ver si su premio era válido, Homero comprende que el funeral de su padre sería muy caro a tal punto que un mausoleo ocupa la misma cantidad de cemento que una cancha de tenis de medidas oficiales. A partir de esa idea (aunque malinterpretada), decide construir una cancha de tenis en el patio trasero de su casa.
La cancha vuelve muy popular a la familia Simpson, y Homero y Marge juegan partidos con todos los residentes de Springfield; pero como Homero no se concentra en el juego o no lo toma en serio, siempre pierden. Cierto día, estando en el supermercado, Marge oye que Sideshow Mel, los policías y el Reverendo Lovejoy y su esposa, se burlan de la forma de jugar tenis de los Simpson. Marge vuelve a su casa indignada, enojándose con Homero por su manera de jugar y le pide que juegue en serio por lo que Homero, para demostrar que no son perdedores, se inscribe en un torneo de dobles de la ciudad lo que hace que Marge se sienta peor que al principio. De repente, Homero decide prepararse para el torneo y a modo de descansar, deja a Marge jugando con Bart. Esto hace que ella descubra que el niño juega mejor que Homero, por lo que decide ir al torneo con su hijo.
Homero queda muy triste y decepcionado, más aún al ver que Marge y Bart habían ganado el torneo y los habían invitado a un torneo de celebridades. Para vengarse, hace que Lisa no sólo sea su pareja de dobles, sino rival directo de Bart. Luego se inscribe en el torneo, aunque nunca practica, dejándolo todo a Lisa, tal y como hacía con Marge. Esto hace que Marge y Bart se peleen con Lisa y Homero, creando una rivalidad no sólo en el tenis sino en su familia también.
Cuando llega el día del torneo, Homero teme perder pese a que Lisa trata de hacerle ver lo mejor. Curiosamente, entre los espectadores se encuentran Venus y Serena Williams, quienes son anunciadas como "dos de las mejores jugadoras de tenis del mundo". Esto hace que Homero tenga una idea: Reemplazar a Lisa por una de las hermanas Williams, quien fue Venus, esto para no perder.
Tras jugar un set, Marge es vencida por Venus. Entonces, Marge decide emparejar las cosas y sacar a Bart para reemplazarlo por Serena, la hermana de Venus. Nuevamente juegan, pero sigue habiendo errores por lo que Serena reemplaza a Marge por su amigo Pete Sampras. Tras esto, Homero se jacta diciendo que era el único al cual no habían echado, pero en ese momento le quitan la raqueta de sus manos y se encuentra con André Agassi, quien le dice que lo reemplazaría, por lo que Homero fue obligado a salir. Esto convirtió el juego en un verdadero encuentro de celebridades.
Finalmente, Venus y Serena Williams, Pete Sampras y André Agassi juegan el partido, mientras los Simpsons lo ven desde un banco. Todos deciden terminar con su enemistad, ya que ya no estaban enojados. Luego Homero les ofrece comprar la cena familiar con el dinero que quitó de la billetera de Sampras, terminando así el episodio.